# José de San Martín

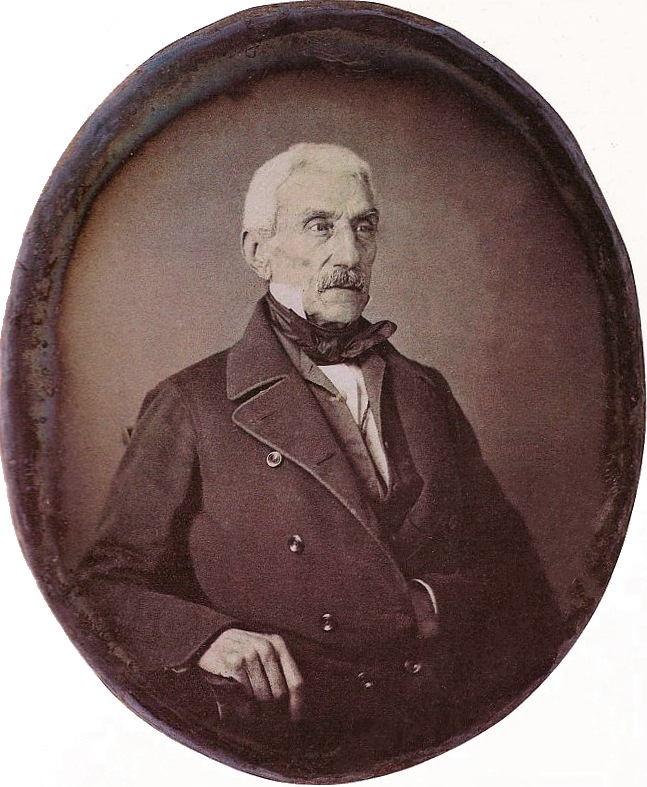
Daguerrotyp av San Martín vid 70 års ålder (1848).

José Francisco de San Martín, född 25 februari 1778 i Yapeyú, Corrientes, Argentina, död 17 augusti 1850 i Boulogne-sur-Mer, Frankrike, var en argentinsk general som slogs för Sydamerikas självständighet.

## Biografi
Tillsammans med Simón Bolívar i norr kämpade San Martín i syd mot Spanien och är nationalhjälte i Argentina, Chile och Peru samt förekommer på flera sydamerikanska sedlar och frimärken. 
San Martín föddes som son till en spansk officer i staden Yapeyú i Argentina. Han utbildades till militär i en militärskola i Madrid. Han slogs därefter i den spanska armén mot Portugal, i Afrika och mot Napoleon Bonaparte. År 1812 avgick han från den spanska armén och åkte hem till Argentina, där han var med i revolten.
San Martín slogs tillsammans med general José Zavala i slaget vid San Lorenzo i det argentinska frihetskriget, 3 februari 1813. Han blev general efter slaget. Senare åkte han till Peru för att hjälpa armén där mot Spanien. Efter det mötte han Bernardo O'Higgins och hjälpte honom i det chilenska frihetskriget och befriade Santiago de Chile 17 mars 1818.
Den 26 juli och 27 juli 1822 mötte han Simón Bolívar i Guayaquil i tre möten bakom stängda dörrar och utan vittnen, där de planerade framtiden för Latinamerika. Här misslyckades det första försöket att skapa en enhetlig politik på sydamerikanska kontinenten med mål att bekämpa den utländska dominansen.
Den 3 augusti 1821, alldeles efter självständighetsförklaringen den 28 juli, bildades i ett övergångsskede protektoratet Peru. San Martín utsågs till protektor, en post han hade till den 20 september 1822. Den 8 oktober 1821 var den permanenta konstitutionen interimistiskt i gång och den 17 december 1822 stadfästes den. Den peruanska republiken hade tagit form.
Efter sin frus Remedios de Escaladas död 1824 reste han till Frankrike med dottern Mercedes, där han levde resten av sitt liv i Boulogne-sur-Mer.

## Övrigt
Asteroiden 2745 San Martin är uppkallad efter honom.